# Берендеевский сельсовет
Берендеевский сельсовет — сельское поселение в Лысковском районе Нижегородской области.
Административный центр — село Берендеевка.

## История
Статус и границы сельского поселения установлены Законом Нижегородской области от 15 июня 2004 года № 60-З «О наделении муниципальных образований - городов, рабочих посёлков и сельсоветов Нижегородской области статусом городского, сельского поселения».

## Население
| 2002  | 2010  | 2012  | 2013  | 2014  | 2015  | 2016  |
| ----- | ----- | ----- | ----- | ----- | ----- | ----- |
| 1676  | ↘1211 | ↗1212 | ↘1179 | →1179 | ↘1132 | ↘1119 |
| 2017  | 2018  | 2019  | 2020  |       |       |       |
| ↘1092 | ↘1077 | ↘1048 | ↘1025 |       |       |       |

## Состав сельского поселения
| №  | Населённый пункт | Тип населённого пункта       | Население |
| -- | ---------------- | ---------------------------- | --------- |
| 1  | Берендеевка      | село, административный центр | ↘415      |
| 2  | Владимировка     | деревня                      | ↘14       |
| 3  | Волчиха          | деревня                      | ↘59       |
| 4  | Восход           | посёлок                      | ↘99       |
| 5  | Елховка          | село                         | ↘152      |
| 6  | Казыевка         | деревня                      | ↘8        |
| 7  | Каменка          | село                         | ↗2        |
| 8  | Лывы             | посёлок                      | ↘13       |
| 9  | Петровка         | село                         | ↘383      |
| 10 | Саурово          | село                         | ↘66       |
| 11 | Старатель        | посёлок                      | ↘0        |